# HD 151404
HD 151404，又名CP-67 3232，SAO 253718、HR 6231，是一颗恒星，视星等为6.32，位于銀經322.86，銀緯-14.71，其B1900.0坐标为赤經16h 42m 3.3s，赤緯-67° -14.71′ 22″。